# Nền tảng kỹ thuật số
Nền tảng điện toán hoặc nền tảng kỹ thuật số (tiếng Anh: Digital Platform) là môi trường trong đó một phần mềm được thực thi. Nó có thể là phần cứng hoặc hệ điều hành (HĐH), thậm chí là trình duyệt web và các giao diện lập trình ứng dụng liên quan hoặc phần mềm cơ bản khác, miễn là mã chương trình được thực thi với nó. Các nền tảng điện toán có các mức độ trừu tượng khác nhau, bao gồm kiến trúc máy tính, hệ điều hành hoặc thư viện thời gian chạy. Một nền tảng điện toán là nơi mà các chương trình máy tính có thể chạy được
Quy chung lại, một nền tảng sẽ cung cấp một dạng công cụ liên kết trên một mạng lưới với nhiều liên kết điểm, những nền tảng liên kết sẽ có nhiều mạng lưới. Và mạng lưới kỹ thuật số được gọi là nền tảng kỹ thuật số.

## Đặc điểm của nền tảng kỹ thuật số
Khác với website, billboard và những đoạn quảng cáo ngắn trên Facebook, nền tảng kỹ thuật số là một mạng lưới hoạt động không ngừng nghỉ với rất nhiều tác vụ, cho phép doanh nghiệp thực hiện đồng thời nhiều mục đích, ở nhiều quy mô khác nhau.
Nhiều hoạt động được tích hợp trên mạng lưới kỹ thuật số đa phương tiện, do đó, có nhiều cách thức khác nhau để thể hiện về nền tảng kỹ thuật số như: chương trình trao thưởng cho khách hàng khi khách hàng tham gia đóng góp ý tưởng phát triển sản phẩm mới như Lego đang làm, chương trình đóng góp từ thiện khi mua sản phẩm, hoặc chỉ đơn giản là những chương trình đánh giá mang tính xây dựng dịch vụ đến từ khách hàng.
Ngoài những ưu điểm chính là thể hiện được nhiều chức năng bằng nhiều hình thức, thì về mặt phương tiện giao tiếp, nền tảng kỹ thuật số cũng vô cùng đa dạng. Từ đó tiếp cận được với nhiều đối tượng hơn và không bị hạn chế bởi phương tiện. Từ đó tạo mối liên kết trực tiếp giữa khách hàng và doanh nghiệp, khách hàng có thể ngay lập tức phản hồi, chỉnh sửa, bổ sung cho những sản phẩm, dịch vụ mà họ đang dùng hoặc sẽ dùng trong tương lai.
Việc sử dụng những nền tảng số đang dần được phát triển và mở rộng rất nhanh chóng, điển hình là sự phát triển mạnh mẽ của những thương hiệu bán hàng trên nền tảng kỹ thuật số như Amazon, Ebay, Alibaba,.. Những nền tảng kỹ thuật số phát triển mạnh mẽ là nhờ vào những công nghệ tiên tiến là điện toán đám mây và chuỗi khối (Blockchain). Với tốc độ phát triển đến chóng mặt của những công nghệ này thì nền tảng kỹ thuật số cũng sẽ ngày một phát triển nhanh chóng hơn và len lỏi vào mọi mặt của đời sống.

## Ứng dụng của nền tảng kỹ thuật số vào Marketing
Nền tảng kỹ thuật số ra đời tạo ra một xu hướng mới cho ngành Marketing nói chung. Khi mà phòng Marketing được cho là phòng ban sử dụng phần lớn nguồn lực tài chính của công ty, thì ngày nay xu hướng Marketing Kỹ thuật số giúp những doanh nghiệp nhỏ có thể vẫn chạy được những chiến dịch marketing của mình với mức tài chính và nhân lực thấp.

### Nền tảng marketing đa kênh
Nền tảng marketing đa kênh là một nền tảng giúp thống nhất nhiều kênh lại với nhau, làm tăng độ phủ sóng của thương hiệu trong mắt khách hàng, giúp doanh nghiệp quan tâm đến khách hàng hơn và nâng cao giá trị thương hiệu.
Trong bối cảnh khách hàng hiện nay đang đối mặt với quá nhiều phương tiện kỹ thuật số với khả năng bị sao lãng là rất cao. Nền tảng Marketing đa kênh giúp mang đến khách hàng hình ảnh của doanh nghiệp một cách thống nhất trên tất cả những phương tiện tương tác, giúp doanh nghiệp luôn tiếp cận được với khách hàng dù họ không tập trung đến.

### Nền tảng quản lý khách hàng trung thành
Việc tìm kiếm khách hàng chưa bao giờ là dễ với bất kỳ doanh nghiệp nào, nhưng giữ chân họ lại càng không dễ, sau khi sử dụng sản phẩm, người tiêu dùng sẽ dễ dàng quên mất mình đã từng mua sản phẩm ở đâu và dần dần bước tới doanh nghiệp khác. Để tránh trường hợp này, một nền tảng marketing kỹ thuật số ra đời là Digital Membership Management Platform giúp doanh nghiệp quản lý được khách hàng của mình một cách rõ ràng để có được những cách thức marketing cho phù hợp.

### Nền tảng Marketing tự động
Marketing tự động là sử dụng phần mềm để tự động hóa những quá trình phân tích và tổng hợp thông tin khách hàng như là phân khúc, vị trí địa lý cũng như quản lý những chiến dịch marketing phù hợp. Marketing tự động khiến những quá trình được thực hiện bằng tay trong quá khứ trở nên nhanh chóng và chính xác hơn, cũng như việc được xây dựng trên nền tảng kỹ thuật số sẽ mang độ chính xác cao.

### Nền tảng phân tích tối ưu website
Nền tảng này giúp phân tích những động thái của khách hàng khi vào một website, từ cách khách hàng di chuyển chuột đến click chuột đều được đưa vào để phân tích dữ liệu. Với cách vận hành nhanh chóng và số lượng mẫu lớn, nền tảng này sẽ mang lại những phân tích về độ hiệu quả của việc trình bày một website để thu hút khách hàng trong thời gian rất ngắn và độ chính xác cao.

### Một số nền tảng marketing kỹ thuật số khác
Nền tảng thiết kế hình ảnh: giúp thiết kế những POSM trên giao diện kỹ thuật số với tốc độ rất cao.
Tìm kiếm ý tưởng cộng đồng: Nền tảng số giúp khách hàng hoặc người bên ngoài có thể đóng góp ý tưởng cho sản phẩm của doanh nghiệp.
Đồng hành cùng cộng đồng: những nền tảng số giúp doanh nghiệp thực hiện những chiến dịch chung sức với cộng đồng vì mục đích chung và có những quá trình làm việc chung, công khai, minh bạch.